# Lũ rồ
Lũ rồ (tiếng Nga: Чокнутые) là một phim hài do Alla Surikova đạo diễn, xuất bản năm 1991 tại Moskva.

## Nội dung
Truyện phim kể về một khoa học gia điên khùng người Phổ sang Nga với ý định xây dựng tuyến thiết lộ nối Sankt-Peterburg tới Hoàng Thôn.

## Kĩ thuật

### Sản xuất
- Thiết kế: Vladimir Korolyov
- Hiệu ứng: Vladimir Vasilyev

### Diễn xuất
- Nikolai Karachentsov... Rodion Kiryukhin
- Leonid Yarmolnik... Tikhon Zaytsev
- Sergey Stepanchenko... Fedka 'Pirandello'
- Olga Kabo... Masha
- Natalya Gundareva... Quận chúa
- Mikhail Boyarskiy... Sa hoàng NIkolai I
- Aleksey Zharkov... Alexander von Benckendorff
- Semyon Farada... Mật sứ Nga tại Áo
- Natalya Krachkovskaya... Vợ mật sứ